# Zăpezile de pe Kilimanjaro (povestire)
Zăpezile de pe Kilimanjaro (în engleză The Snows of Kilimanjaro) este o povestire din 1936 a scriitorului american Ernest Hemingway.

## În cinematografie
Filmul Zăpezile de pe Kilimanjaro din 1952 l-a avut în rolul principal pe Gregory Peck.